# Аббатство Сент-Аман

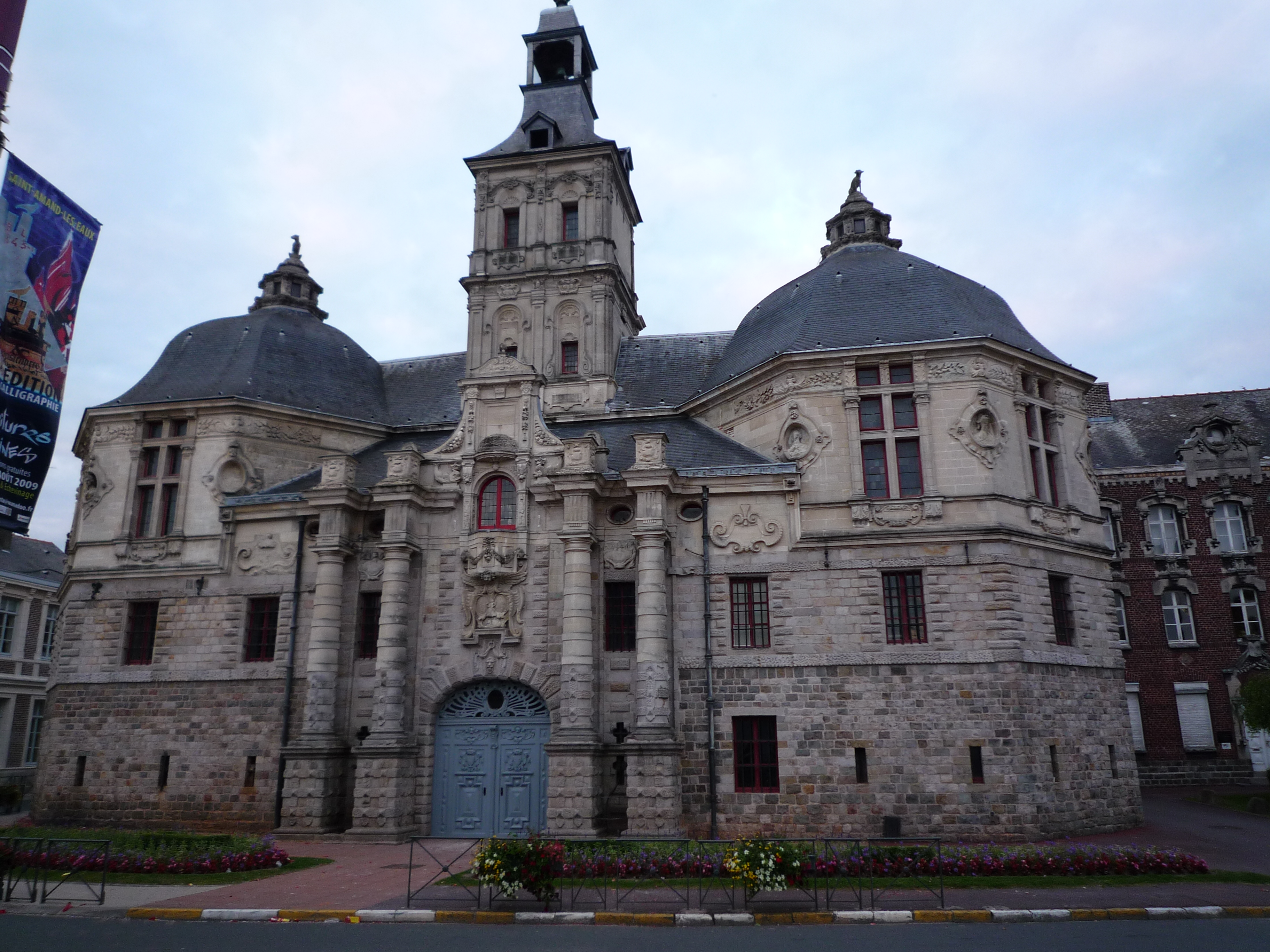
Помещения Сент-Аманского аббатства (постройки эпохи барокко), которые использовались в качестве городского суда (échevinage)

Аббатство Сент-Ама́н (фр. Abbaye de Saint-Amand) — бывший бенедиктинский монастырь, основанный (католическим) святым Амандом около 630 года в деревне Эльнон (лат. Elno, ныне Сент-Аман-лез-О, близ Турне). Один из центров средневековой духовной культуры.
Расцвет монастыря пришёлся на годы Каролингского Возрождения, когда в нём функционировал один из крупнейших в Европе скрипториев. Наиболее значимыми личностями монастырской общины в Средние века были Арн Зальцбургский (аббат Сент-Аманского монастыря в 782—785 годах, впоследствии первый архиепископ Зальцбургский), Милон Сент-Аманский (лат. Milo Elnonensis, ум. 872, автор жития Аманда Маастрихтского) и его племянник — поэт, агиограф и теоретик музыки Хукбальд Сент-Аманский. В конце IX века монастырь был разграблен и разрушен норманнами. Из-за своего пограничного положения аббатство и в последующем столетии оказывалось втянутым в военные конфликты. Было заново отстроено при аббате Николя Дюбуа в XVII веке.

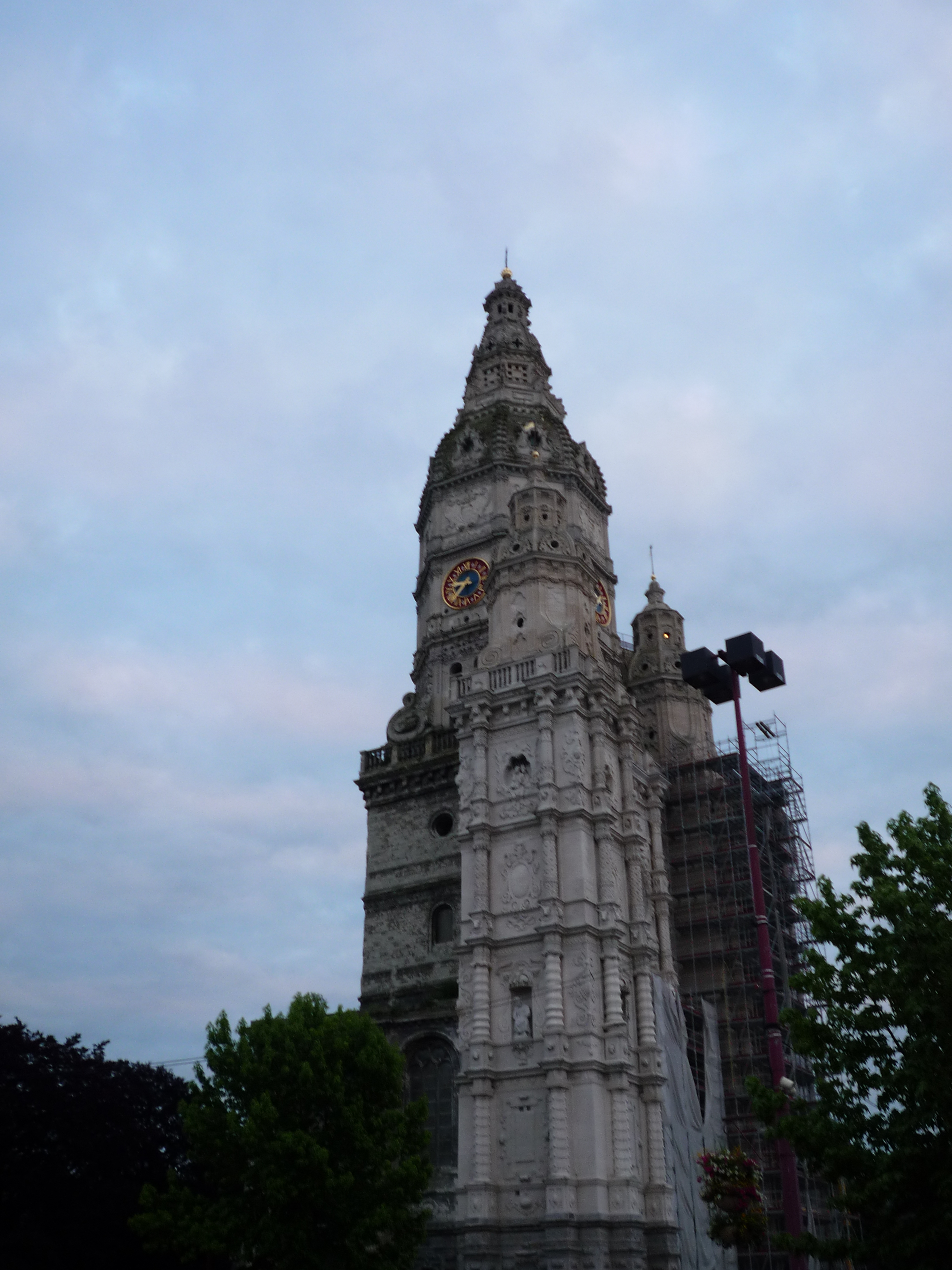
Бывшая церковная колокольня (постройка эпохи барокко), ныне местный музей фаянса

В 1672 году Жан Мабильон обнаружил составленный в начале IX века в Сент-Аманском аббатстве манускрипт с латинскими переводами из Григория Назианзина. В конце его позднейшей рукой (конца IX века) был дописан текст, получивший в науке название «Песня Людовика» (нем.). «Песня Людовика» (рифмованные стихи без музыкальной нотации), воспевающая победу франкского короля Людовика III над норманнами (881), записанная на одном из диалектов древневерхненемецкого языка, считается одним из самых древних памятников литературы на немецком языке и древнейшим памятником немецкой исторической песни (жанра Lied).
Аббатство было закрыто (национализировано) в годы Великой Французской революции, библиотека рассеяна. Помещения монастыря использовались в качестве городского суда, ныне — городской музей.